# Underdog
«Underdog» — дебютный студийный альбом белорусской панк-рок-группы Brutto, стал доступен для бесплатного прослушивания и скачивания 12 сентября 2014 года на мультилейбле «Пяршак» интернет-журнала 34mag.

## Об альбоме
31 августа 2014 года группа «Ляпис Трубецкой» прекратила своё существование. 1 сентября Сергей Михалок объявил о создании группы Brutto, а уже 12 сентября вышел первый альбом новой группы. По словам Сергея, над новым проектом в общей сложности работало около 50 человек в течение последнего года, но всё держалось в секрете. Стиль песен изменился и не был похож на «Ляпис Трубецкой». В текстах стала преобладать тема спорта, а в группе появились спортсмены.
Если бы написали <о группе, что это> «тот же “Ляпис”, только вид сбоку» — тогда бы я считал, что проиграл. Я, когда делал Brutto, избавлялся от всех мемов «Ляписа». Никакого ска, никаких духовых секций, никаких сложных и насыщенных метафорами текстов
— Сергей Михалок в интервью интернет-журналу 34mag.
В альбоме 12 песен. Из них две песни на белорусском языке и две на английском («I Get Wet» — кавер-версия песни американского певца Andrew W.K., «The Chauffeur» — кавер песни группы Duran Duran). Сам Сергей поёт только 4 песни. Например песню «Наша возьме» поёт Виталий Гурков — мастер спорта Республики Беларусь по тайскому боксу.
Мы играем антигоп. Мы против гопоты. Гопота — это не та, которая на семках. Гопота может быть и с тремя высшими образованиями, но она будет сидеть и нудеть: куда вы рыпаетесь, зачем вы лезете? Это и есть гопота. Пока инертная интеллектуальная прослойка не присоединится к нам или не начнет действовать сама — я буду считать их также гопотой. Я буду считать их врагами. Проблема в том, что интеллектуальная прослойка соглашается быть терпилами
— Сергей Михалок в интервью интернет-журналу 34mag.
На некоторые песни с альбома («Brutto», «Underdog», «Гири», «Мяч», «Наша возьме») сняты видеоклипы. В видео на песню «Brutto» можно увидеть детей Сергея Михалка: старшего сына Пашу и младшего Макара.
Альбом был записан в начале 2014 года. Все основные гитарные партии на альбоме были исполнены Русланом Владыко, о чем долгое время не было известно официально.

## Список композиций
Слова и музыка всех песен — Сергей Михалок, за исключением отмеченных.
| №                   | Название            | Автор(ы)                                | Длительность |
| ------------------- | ------------------- | --------------------------------------- | ------------ |
| 1.                  | «Brutto»            |                                         | 4:00         |
| 2.                  | «Underdog»          |                                         | 2:31         |
| 3.                  | «Гири»              |                                         | 2:23         |
| 4.                  | «Наша возьме»       | Якуб Колас                              | 1:52         |
| 5.                  | «Веселей»           |                                         | 1:53         |
| 6.                  | «Мяч»               |                                         | 3:15         |
| 7.                  | «I Get Wet»         | Andrew W.K.                             | 4:49         |
| 8.                  | «Гарэза»            |                                         | 2:53         |
| 9.                  | «Регби»             |                                         | 2:07         |
| 10.                 | «The Chauffeur»     | Саймон Ле Бон и Ник Роудс (Duran Duran) | 3:48         |
| 11.                 | «Дворняги»          |                                         | 3:22         |
| 12.                 | «Труд»              |                                         | 3:23         |
| Общая длительность: | Общая длительность: | Общая длительность:                     | 36:16        |

## Участники записи
- Сергей Михалок — вокал
- Виталий Гурков — вокал
- Денис Мельник — гитара, вокал
- Петр Лосевский — вокал
- Сергей Королёв — вокал
- Руслан Владыко — гитара
- Владислав Сенкевич — клавишные
- Денис Стурченко — бас-гитара
- Денис Шуров — ударные

## Рецензии
Альбом был принят довольно прохладно. Простенькие песни про спорт с простыми аранжировками после «революционных» альбомов позднего «Ляписа» вызвали недоумение, как у критиков, так и у слушателей. Новые песни Михалка сравнивали, то с матерными частушками «Сектора Газа», то со «спортивными частушками» рэпера Серёги, то с самим Михалком образца второй половины 90-х («паренёк под следствием»). Непонятно, как правильно воспринимать эту работу: как шутку и стёб или серьёзно, потому что во втором случае «Михалок с соратниками выглядят скорее как толпа гопников».

### Видеоклипы
- Brutto (22 августа 2014 года)
- Underdog (9 сентября 2014 года)
- Гири (5 октября 2014 года)
- Мяч (20 октября 2014 года)
- Наша возьме (26 декабря 2014 года)
- Ball (13 марта 2015 года) (английская версия песни «Мяч»)